# باره، مونته‌نگرو
شهر باره (به روسی: Баре) در کشور مونته‌نگرو واقع شده‌است. جمعیت این شهر ۳۰۱ نفر  است.